# 1440p
| 1440pの解像度の比較 | 1440pの解像度の比較 | 1440pの解像度の比較 |
| 解像度              | 画面アスペクト比    | メガピクセル        |
| ------------------- | ------------------- | ------------------- |
| 5120×1440           | 3. 5 ：1（32：9）   | 7.37                |
| 3440×1440           | 2.3 8 ：1（43:18）  | 4.95                |
| 3200×1440           | 2. 2 ：1（40:18）   | 4.61                |
| 3120×1440           | 2.1 6 ：1（39:18）  | 4.49                |
| 3040×1440           | 2. 1 ：1（38:18）   | 4.38                |
| 2960×1440           | 2.0 5 ：1（37:18）  | 4.26                |
| 2880×1440           | 2：1（18：9）       | 4.15                |
| 2560×1440           | 1. 7 ：1（ 16：9 ） | 3.69                |
| 2304×1440           | 1.6：1（ 16:10 ）   | 3.32                |
| 2160×1440           | 1.5：1（3：2）      | 3.11                |
| 1920×1440           | 1. 3 ：1（4：3）    | 2.76                |

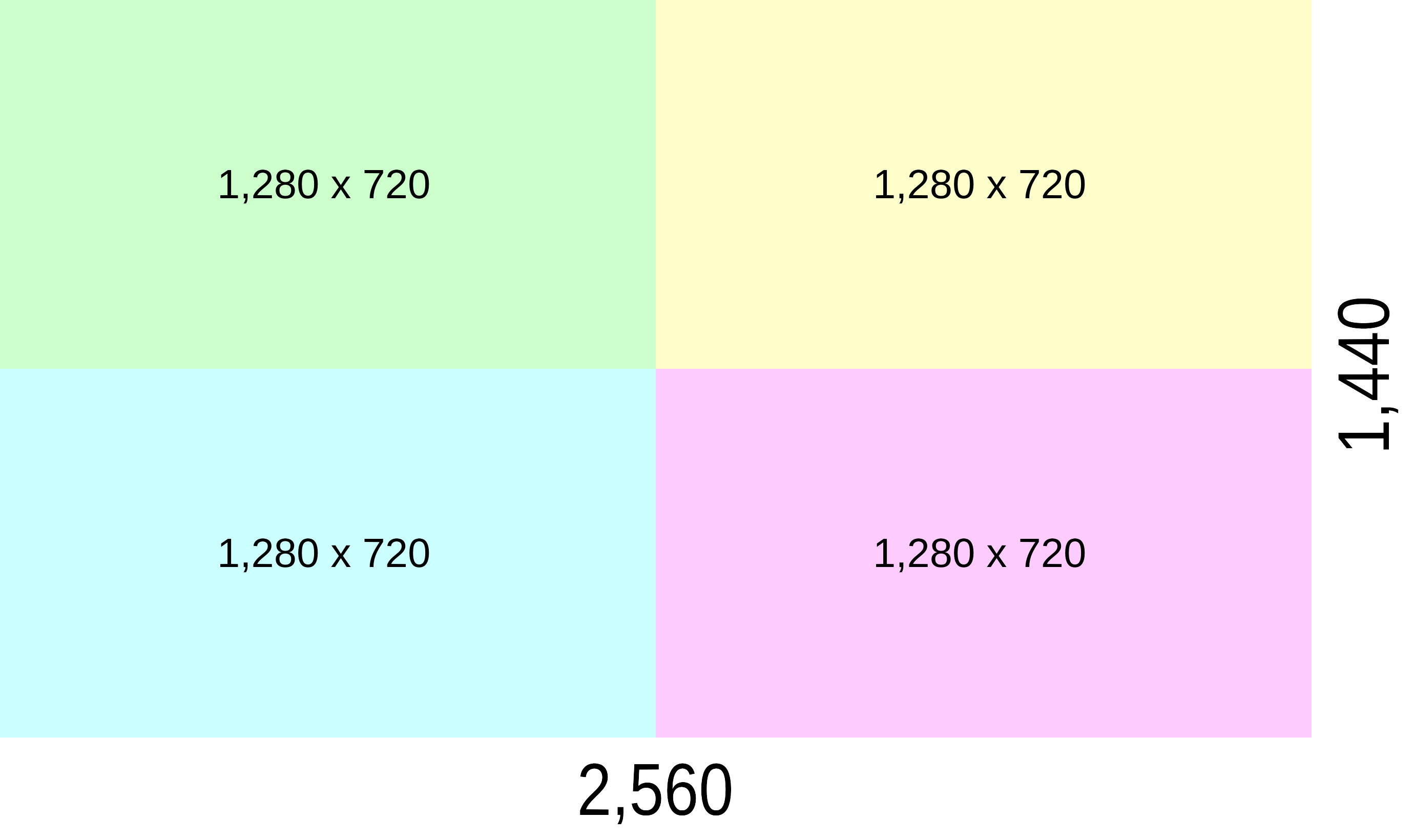
「QHD（Quad High Definition）」は、「HD」の横2倍、縦2倍、全体で4倍の画素数。アスペクト比が16：9と横に長いので「QHD」は「WQHD（Wide Quad High Definition）」とも呼ばれる。

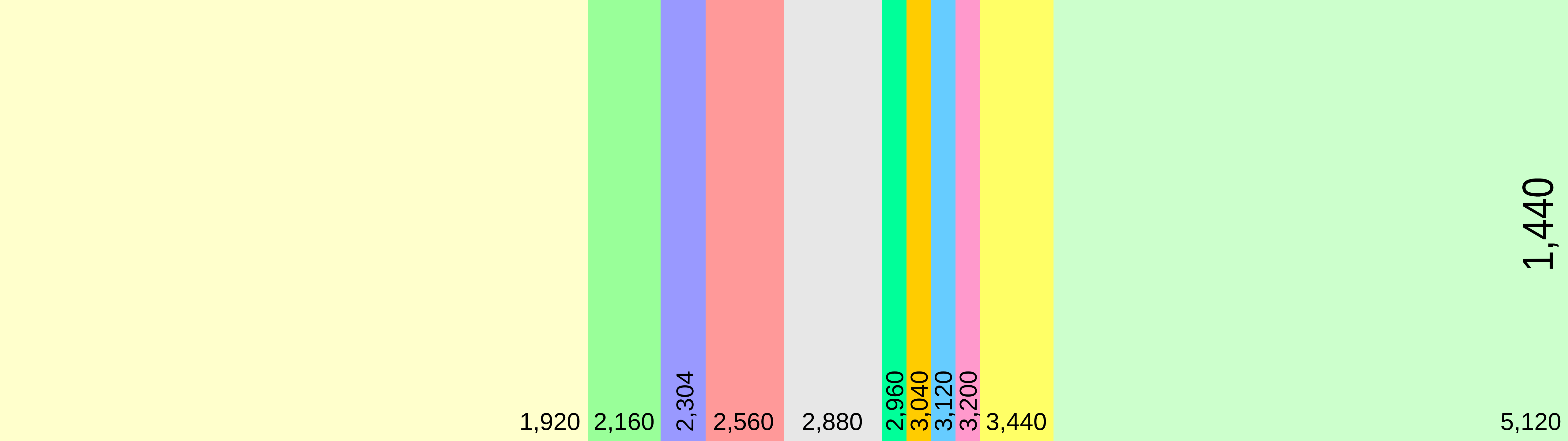
1440pのアスペクト比の比較（解像度5120×1440は、32:9のウルトラワイドモニターで利用される）

1440pは、ディスプレイ解像度が垂直解像度が1440ピクセル。 pはプログレッシブスキャン、ノンインターレースを表す。1440ピクセルの垂直解像度は720pの2倍であり、1080pの1.3倍に近い。QHD（Quad HD）またはWQHD（Wide Quad HD）は、画面アスペクト比は16：9、一般的に使用されるディスプレイ解像度は2560×1440ピクセルである。
Quad HDは、1080p〜4Kのグラフィックディスプレイの解像度として、スマートフォンディスプレイ、コンピューターおよびコンソールゲーム等で使用されている。

## サポート
4:3の比率のコンテンツからマスタリングされた1440pビデオは、QXGAまたは2304×1440などの1920×1440以上の解像度で画像のスケーリング、ウィンドウボックス、またはピラーボックスを使用して表示される。ワイドスクリーンの16:9のアスペクト比の1440pには、2560×1440（ WQHD ）の解像度が必要である。WQXGA 、2560×1920、またはレターボックス、スケーリング、またはウィンドウレターボックスを使用したより高い解像度で可能である。HDMI 1.3仕様のWQXGAはワイドスクリーン1440pをサポートする。

## 歴史
2010年に、QHDコンピューターディスプレイが一般的に利用可能になり、同年、デルのデジタルハイエンドシリーズU2711モニタは、1440pワイドスクリーンを備えたWQHDとしてリリースされた。同じ年にリリースされた27インチのApple LED Cinema Display、2011年7月から2016年6月に販売されていたApple Thunderbolt Displayもネイティブ解像度が2560×1440であった。
2020年までに、QHDはコンピュータゲームの一般的な解像度に拡張され、その解像度で高フレームレートをサポートする複数のビデオカードが利用可能になった。
2021年の初めに、リフレッシュレートの速いQHDゲーミングラップトップが複数のコンピューターメーカーによって導入された。
スマートフォンに関しては、1440pディスプレイは720p高解像度の4倍の解像度であるため、Quad HDとして販売されることがあった。
2013年12月にリリースされたVivoXplay 3Sは、1440pディスプレイを使用した最初のスマートフォン。2015年までに、1440pは大手企業のハイエンドフラッグシップスマートフォンに広く採用されるようになった。
2020年9月に、Microsoftは、Xbox Series Sが1440pで120FPSをサポートすることを明らかにした。